# Herkulov tempelj, Aman
Herkulov tempelj, znan tudi kot Veliki tempelj v Amanu , je starodavni rimski tempelj, posvečen Herkulu, ki stoji v središču Amanske citadele nasproti Jordanskega arheološkega muzeja. Ni povsem potrjeno, da so tam častili Herkula, toda kovanci, najdeni v templju, predstavljajo tega polboga. Stoji na 838 metrih nadmorske višine.
Na arhitravu portika ima napis, ki pravi, da je posvečen Marku Avreliju in Luciju Veru, datiran je bil v čas, ko je bil Geminio Marciano guverner Arabije (162-166).  Sodobno rimskemu gledališču v Amanu.
Leta 1961 je bila znotraj templja odkrita skala z napisom iz 8. do 9. stoletja pred našim štetjem. ki omenja imeni dveh amonskih kraljev in se sklicuje na kult Moloha, ki naj bi se na tem mestu izvajal.

## Arhitektura
Njegov arhitekturni slog je značilen za arhitekturo antičnega Rima. Sestavljen je iz stereobata, razporejenega podstavka, prežetega s stilobatom, ploščadjo, na kateri je bila postavljena vrsta korintskih stebrov, okronana z bogato okrašenimi kapiteli. Nad stebri templja je bil arhitrav, visoko oblikovan friz in venec, ki štrli iz strukture, vse okronano s streho. 
Usmerjen je na vzhod-zahod, z vhodom na vzhodu. Pročelje je velikosti 43 x 27 m in je sestavljeno iz šestih 13,5 m visokih stebrov, ki so bili prvotno sestavljeni iz 5 ali 6 kamnitih blokov, vsak pa je tehtal približno 11 ton. Verjame se, da bi moral imeti sestavljeno notranjo strukturo treh prostorov. Spredaj je bil pronaos, za njim je bila glavna soba ali cela, kjer je bil kip boga, zadaj pa majhna soba, znana kot opistodom.
Od glavnega kipa sta ohranjena komolec in stopalo, kar omogoča, da se prvotna skupna višina oceni na 9,114 m. Tu so še ostanki velikanske rožice iz marmorja, ki naj bi pripadala istemu kipu. Stebri in streha so se med potresom leta 749 podrli, kamniti bloki pa so bili ponovno uporabljeni , čeprav je bil tempelj pred potresom že uporabljen kot vir gradbenega materiala.

## Restavriranje
Med letoma 1989 in 1997 je Ameriški center za orientalske raziskave financiral projekt obnove citadele, da bi jo spremenil v arheološki park. Projekt so zasnovali arheologi in arhitekti z univerze v Jordaniji. Pri Herkulovem templju je bila restavracija osredotočena na portik, severozahodni del podija in tri njegove stebre. Stebre so obnovili in ponovno zgradili leta 1993. Med restavriranjem in po izčrpni preučitvi arheoloških ostankov je arhitekt Chrysanthos Kanellopoulos naredil obsežen model templja. Ker je precej znanega, kakšen je bil tempelj v starih časih, je predlagal, da bi ga v celoti obnovili. Vendar bi to kršilo mednarodno pogodbo, ki določa, kolikšen odstotek spomenika mora obstati, da bi ga bilo mogoče obnoviti.

## Kolosalni kip
Na mestu so tudi fragmenti kolosalnega delno kamnitega kipa, identificiranega kot Herkul, verjetno je bil uničen v potresu. Ostali so le trije prsti in komolec.